# Кубок Украины по футболу 2006/2007
Кубок Украины по футболу 2006—2007 (укр. Кубок України з футболу 2006—2007) — 16-й розыгрыш Кубка Украины. Проводился с 11 августа 2006 года по 27 мая 2007 года. Победителем в девятый раз стало киевское «Динамо», обыгравшее в финале донецкий «Шахтёр» со счётом 2:1.

## Участники
В розыгрыше кубка приняли участие 58 клубов из высшей, первой и второй лиг, а также финалист любительского кубка Украины — «Химмаш» (Коростень).
| Клубы высшей лиги: | Клубы первой лиги: | Клубы второй лиги: | Любительские клубы:  |
| --- | --- | --- | -------------------- |
| - «Арсенал» (Киев) - «Ворскла» (Полтава) - «Динамо» (Киев) - «Днепр» (Днепропетровск) - «Заря» (Луганск) - «Карпаты» (Львов) - «Кривбасс» (Кривой Рог) - «Ильичёвец» (Мариуполь) - «Металлург» (Донецк) - «Металлург» (Запорожье) - «Металлист» (Харьков) - «Сталь» (Алчевск) - «Таврия» (Симферополь) - ФК «Харьков» - «Черноморец» (Одесса) - «Шахтёр» (Донецк) | - ПФК «Александрия» - «Борисфен» (Борисполь) - «Волынь» (Луцк) - «Гелиос» (Харьков) - «Десна» (Чернигов) - «Динамо-ИгроСервис» (Симферополь) - «Днепр» (Черкассы) - «Закарпатье» (Ужгород) - «Крымтеплица» (Молодёжное) - ФК «Львов» - «Нефтяник-Укрнафта» (Ахтырка) - МФК «Николаев» - «Оболонь» (Киев) - «Подолье» (Хмельницкий) - «Спартак» (Ивано-Франковск) - «Спартак» (Сумы) - «Сталь» (Днепродзержинск) - «ЦСКА» (Киев) - «Энергетик» (Бурштын) | - «Арсенал» (Харьков) - «Буковина» (Черновцы) - «Верес» (Ровно) - «Газовик-ХГД» (Харьков) - «Горняк» (Кривой Рог) - «Горняк-Спорт» (Комсомольск) - «Днестр» (Овидиополь) - «Еднисть» (Плиски) - «Интер» (Боярка) - «Княжа» (Счастливое) - «Кремень» (Кременчуг) - «Локомотив» (Двуречная) - «Нафком» (Бровары) - «Нефтяник» (Долина) - «Нива» (Тернополь) - «Олимпик» (Донецк) - «Олком» (Мелитополь) - ПФК «Севастополь» - «Титан» (Армянск) - «Факел» (Ивано-Франковск) - «Феникс-Ильичёвец» (Калинино) - «Химик» (Красноперекопск) - «Явор» (Краснополье) | - Химмаш (Коростень) |

## 1/32 финала
Матчи 1/32 финала состоялись 11 и 12 августа 2006 года.
| Команда 1                     | Счёт       | Команда 2                         |
| ----------------------------- | ---------- | --------------------------------- |
| 11 августа 2006               |            |                                   |
| «Горняк» (Кривой Рог)         | 2:5 (д.в.) | «Ильичёвец» (Мариуполь)           |
| «Горняк-Спорт» (Комсомольск)  | 1:2        | «Металлист» (Харьков)             |
| «Буковина» (Черновцы)         | 0:3        | «Таврия» (Симферополь)            |
| ПФК «Александрия»             | 0:2        | «Ворскла» (Полтава)               |
| «Нафком» (Бровары)            | 0:2        | «Сталь» (Алчевск)                 |
| «Химик» (Красноперекопск)     | 2:1 (д.в.) | «Арсенал» (Киев)                  |
| «Локомотив» (Двуречная)       | 0:2        | ФК «Харьков»                      |
| МФК «Николаев»                | 0:1        | «Кривбасс» (Кривой Рог)           |
| «Еднисть» (Плиски)            | 0:1        | «Заря» (Луганск)                  |
| «Княжа» (Счастливое)          | 0:2        | «Карпаты» (Львов)                 |
| «Нефтяник» (Долина)           | 0:1        | «Волынь» (Луцк)                   |
| «Химмаш» (Коростень)          | 1:3        | «Закарпатье» (Ужгород)            |
| «Факел» (Ивано-Франковск)     | 0:1        | «Оболонь» (Киев)                  |
| ПФК «Севастополь»             | 2:0        | «Нефтяник-Укрнафта» (Ахтырка)     |
| «Верес» (Ровно)               | 0:2        | ФК «Львов»                        |
| «Олимпик» (Донецк)            | 4:2 (д.в.) | «Подолье» (Хмельницкий)           |
| «Интер» (Боярка)              | 0:5        | «Сталь» (Днепродзержинск)         |
| «Арсенал» (Харьков)           | 1:2 (д.в.) | «Крымтеплица» (Молодёжное)        |
| «Днепр» (Черкассы)            | 1:0        | «Спартак» (Ивано-Франковск)       |
| «Титан» (Армянск)             | 2:1        | «Гелиос» (Харьков)                |
| «Газовик-ХГД» (Харьков)       | 3:5 (д.в.) | «Динамо-ИгроСервис» (Симферополь) |
| «Кремень» (Кременчуг)         | 0:2        | «Энергетик» (Бурштын)             |
| «Явор» (Краснополье)          | 1:0        | «ЦСКА» (Киев)                     |
| «Феникс-Ильичёвец» (Калинино) | 1:2        | «Борисфен» (Борисполь)            |
| «Олком» (Мелитополь)          | 4:1 (д.в.) | «Спартак» (Сумы)                  |
| «Нива» (Тернополь)            | 0:2        | «Десна» (Чернигов)                |
| 12 августа 2006               |            |                                   |
| «Днестр» (Овидиополь)         | 1:3        | «Металлург» (Донецк)              |

## Турнирная сетка
| 1/16 финала 19-20 сентября 2006 4 октября 2006 | 1/16 финала 19-20 сентября 2006 4 октября 2006 |  |                          | 1/8 финала 25 октября 2006 | 1/8 финала 25 октября 2006 |  |  | 1/4 финала 1-2 декабря 2006 9-10 декабря 2006 | 1/4 финала 1-2 декабря 2006 9-10 декабря 2006 | 1/4 финала 1-2 декабря 2006 9-10 декабря 2006 | 1/4 финала 1-2 декабря 2006 9-10 декабря 2006 |  |  | 1/2 финала 18 марта 2007 9 мая 2007 | 1/2 финала 18 марта 2007 9 мая 2007 | 1/2 финала 18 марта 2007 9 мая 2007 | 1/2 финала 18 марта 2007 9 мая 2007 |  |  | Финал 27 мая 2007 | Финал 27 мая 2007 |
|                                                |                                                |  |                          |                            |                            |  |  |                                               |                                               |                                               |                                               |  |  |                                     |                                     |                                     |                                     |  |  |                   |                   |
| ПФК «Севастополь»                              | 3                                              |  |                          |                            |                            |  |  |                                               |                                               |                                               |                                               |  |  |                                     |                                     |                                     |                                     |  |  |                   |                   |
| «Волынь» (Луцк)                                | 0                                              |  |                          | ПФК «Севастополь»          | 4                          |  |  |                                               |                                               |                                               |                                               |  |  |                                     |                                     |                                     |                                     |  |  |                   |                   |
| «Химик» (Красноперекопск)                      | 2                                              |  | «Металлург» (Донецк)     | 1                          |                            |  |  |                                               |                                               |                                               |                                               |  |  |                                     |                                     |                                     |                                     |  |  |                   |                   |
| «Металлург» (Донецк)                           | 3                                              |  |                          |                            |                            |  |  | ПФК «Севастополь»                             | 0                                             | 1                                             | 1                                             |  |  |                                     |                                     |                                     |                                     |  |  |                   |                   |
| «Борисфен (Борисполь)                          | 4                                              |  |                          |                            |                            |  |  | «Шахтёр» (Донецк)                             | 1                                             | 6                                             | 7                                             |  |  |                                     |                                     |                                     |                                     |  |  |                   |                   |
| «Черноморец» (Одесса)                          | 2                                              |  |                          | «Борисфен» (Борисполь)     | 0                          |  |  |                                               |                                               |                                               |                                               |  |  |                                     |                                     |                                     |                                     |  |  |                   |                   |
| «Явор» (Краснополье)                           | 1                                              |  | «Шахтёр» (Донецк)        | 2                          |                            |  |  |                                               |                                               |                                               |                                               |  |  |                                     |                                     |                                     |                                     |  |  |                   |                   |
| «Шахтёр» (Донецк)                              | 6                                              |  |                          |                            |                            |  |  |                                               |                                               |                                               |                                               |  |  | «Шахтёр» (Донецк)                   | 0                                   | 2                                   | 2                                   |  |  |                   |                   |
| «Сталь» (Днепродзержинск)                      | 1                                              |  |                          |                            |                            |  |  |                                               |                                               |                                               |                                               |  |  | «Таврия» (Симферополь)              | 0                                   | 2                                   | 2                                   |  |  |                   |                   |
| «Заря» (Луганск)                               | 0                                              |  |                          | «Сталь» (Днепродзержинск)  | 1                          |  |  |                                               |                                               |                                               |                                               |  |  |                                     |                                     |                                     |                                     |  |  |                   |                   |
| «Оболонь» (Киев)                               | 0                                              |  | «Сталь» (Алчевск)        | 1                          |                            |  |  |                                               |                                               |                                               |                                               |  |  |                                     |                                     |                                     |                                     |  |  |                   |                   |
| «Сталь» (Алчевск)                              | 2                                              |  |                          |                            |                            |  |  | «Сталь» (Днепродзержинск)                     | 1                                             | 0                                             | 1                                             |  |  |                                     |                                     |                                     |                                     |  |  |                   |                   |
| «Крымтеплица» (Молодёжное)                     | 2                                              |  |                          |                            |                            |  |  | «Таврия» (Симферополь)                        | 4                                             | 1                                             | 5                                             |  |  |                                     |                                     |                                     |                                     |  |  |                   |                   |
| «Металлург» (Запорожье)                        | 2                                              |  |                          | «Крымтеплица» (Молодёжное) | 1                          |  |  |                                               |                                               |                                               |                                               |  |  |                                     |                                     |                                     |                                     |  |  |                   |                   |
| «Закарпатье» (Ужгород)                         | 2                                              |  | «Таврия» (Симферополь)   | 2                          |                            |  |  |                                               |                                               |                                               |                                               |  |  |                                     |                                     |                                     |                                     |  |  |                   |                   |
| «Таврия» (Симферополь)                         | 3                                              |  |                          |                            |                            |  |  |                                               |                                               |                                               |                                               |  |  |                                     |                                     |                                     |                                     |  |  | «Шахтёр» (Донецк) | 1                 |
| «Олимпик» (Донецк)                             | 1                                              |  |                          |                            |                            |  |  |                                               |                                               |                                               |                                               |  |  |                                     |                                     |                                     |                                     |  |  | «Динамо» (Киев)   | 2                 |
| «Кривбасс» (Кривой Рог)                        | 2                                              |  |                          | «Кривбасс» (Кривой Рог)    | 0                          |  |  |                                               |                                               |                                               |                                               |  |  |                                     |                                     |                                     |                                     |  |  |                   |                   |
| «Динамо-ИгроСервис» (Симферополь)              | 2                                              |  | «Ильичёвец» (Мариуполь)  | 2                          |                            |  |  |                                               |                                               |                                               |                                               |  |  |                                     |                                     |                                     |                                     |  |  |                   |                   |
| «Ильичёвец» (Мариуполь)                        | 4                                              |  |                          |                            |                            |  |  | «Ильичёвец» (Мариуполь)                       | 0                                             | 0                                             | 0                                             |  |  |                                     |                                     |                                     |                                     |  |  |                   |                   |
| ФК «Львов»                                     | 1                                              |  |                          |                            |                            |  |  | «Металлист» (Харьков)                         | 0                                             | 2                                             | 2                                             |  |  |                                     |                                     |                                     |                                     |  |  |                   |                   |
| «Карпаты» (Львов)                              | 1                                              |  |                          | ФК «Львов»                 | 2                          |  |  |                                               |                                               |                                               |                                               |  |  |                                     |                                     |                                     |                                     |  |  |                   |                   |
| «Энергетик» (Бурштын)                          | 0                                              |  | «Металлист» (Харьков)    | 2                          |                            |  |  |                                               |                                               |                                               |                                               |  |  |                                     |                                     |                                     |                                     |  |  |                   |                   |
| «Металлист» (Харьков)                          | 2                                              |  |                          |                            |                            |  |  |                                               |                                               |                                               |                                               |  |  | «Металлист» (Харьков)               | 0                                   | 2                                   | 2                                   |  |  |                   |                   |
| «Десна» (Чернигов)                             | 0                                              |  |                          |                            |                            |  |  |                                               |                                               |                                               |                                               |  |  | «Динамо» (Киев)                     | 1                                   | 4                                   | 5                                   |  |  |                   |                   |
| ФК «Харьков»                                   | 2                                              |  |                          | ФК «Харьков»               | 0                          |  |  |                                               |                                               |                                               |                                               |  |  |                                     |                                     |                                     |                                     |  |  |                   |                   |
| «Олком» (Мелитополь)                           | 0                                              |  | «Динамо» (Киев)          | 2                          |                            |  |  |                                               |                                               |                                               |                                               |  |  |                                     |                                     |                                     |                                     |  |  |                   |                   |
| «Динамо» (Киев)                                | 4                                              |  |                          |                            |                            |  |  | «Динамо» (Киев)                               | 1                                             | 2                                             | 3                                             |  |  |                                     |                                     |                                     |                                     |  |  |                   |                   |
| «Титан» (Армянск)                              | 2                                              |  |                          |                            |                            |  |  | «Днепр» (Днепропетровск)                      | 1                                             | 1                                             | 2                                             |  |  |                                     |                                     |                                     |                                     |  |  |                   |                   |
| «Ворскла» (Полтава)                            | 1                                              |  |                          | «Титан» (Армянск)          | 0                          |  |  |                                               |                                               |                                               |                                               |  |  |                                     |                                     |                                     |                                     |  |  |                   |                   |
| «Днепр» (Черкассы)                             | 0                                              |  | «Днепр» (Днепропетровск) | 2                          |                            |  |  |                                               |                                               |                                               |                                               |  |  |                                     |                                     |                                     |                                     |  |  |                   |                   |
| «Днепр» (Днепропетровск)                       | 1                                              |  |                          |                            |                            |  |  |                                               |                                               |                                               |                                               |  |  |                                     |                                     |                                     |                                     |  |  |                   |                   |

## 1/16 финала

### Участники
С 1/16 финала стартовали команды, которые играли в еврокубках: «Динамо» (Киев), «Шахтёр» (Донецк), «Металлург» (Запорожье), «Черноморец» (Одесса) и «Днепр» (Днепропетровск).
Матчи 1/16 финала состоялись 19—20 сентября и 4 октября 2006 года.
| Команда 1                         | Счёт         | Команда 2                |
| --------------------------------- | ------------ | ------------------------ |
| 19 сентября 2006                  |              |                          |
| «Титан» (Армянск)                 | 2:1          | «Ворскла» (Полтава)      |
| 20 сентября 2006                  |              |                          |
| «Явор» (Краснополье)              | 1:6          | «Шахтёр» (Донецк)        |
| «Олком» (Мелитополь)              | 0:4          | «Динамо» (Киев)          |
| «Борисфен» (Борисполь)            | 4:2          | «Черноморец» (Одесса)    |
| «Динамо-ИгроСервис» (Симферополь) | 2:4          | «Ильичёвец» (Мариуполь)  |
| «Энергетик» (Бурштын)             | 0:2          | «Металлист» (Харьков)    |
| «Днепр» (Черкассы)                | 0:1          | «Днепр» (Днепропетровск) |
| «Закарпатье» (Ужгород)            | 2:3          | «Таврия» (Симферополь)   |
| «Крымтеплица» (Молодёжное)        | 2:2 (п. 4:2) | «Металлург» (Запорожье)  |
| «Оболонь» (Киев)                  | 0:2          | «Сталь» (Алчевск)        |
| «Десна» (Чернигов)                | 0:2          | ФК «Харьков»             |
| «Олимпик» (Донецк)                | 1:2          | «Кривбасс» (Кривой Рог)  |
| «Сталь» (Днепродзержинск)         | 1:0 (д.в.)   | «Заря» (Луганск)         |
| ФК «Львов»                        | 1:1 (п. 3:0) | «Карпаты» (Львов)        |
| ПФК «Севастополь»                 | 3:0          | «Волынь» (Луцк)          |
| 4 октября 2006                    |              |                          |
| «Химик» (Красноперекопск)         | 2:3          | «Металлург» (Донецк)     |

## 1/8 финала
Матчи 1/8 финала состоялись 25 октября 2006 года.
| Команда 1                  | Счёт         | Команда 2                |
| -------------------------- | ------------ | ------------------------ |
| «Борисфен» (Борисполь)     | 0:2          | «Шахтёр» (Донецк)        |
| ФК «Харьков»               | 0:2          | «Динамо» (Киев)          |
| «Кривбасс» (Кривой Рог)    | 0:2          | «Ильичёвец» (Мариуполь)  |
| ФК «Львов»                 | 2:2 (п. 6:7) | «Металлист» (Харьков)    |
| «Титан» (Армянск)          | 0:2          | «Днепр» (Днепропетровск) |
| «Крымтеплица» (Молодёжное) | 1:2          | «Таврия» (Симферополь)   |
| ПФК «Севастополь»          | 4:1          | «Металлург» (Донецк)     |
| «Сталь» (Днепродзержинск)  | 1:1 (п. 5:4) | «Сталь» (Алчевск)        |

## Четвертьфинал
На этом этапе команды сыграли по два матча. Первые матчи состоялись 1 и 2 декабря 2006 года, ответные — 9 и 10 декабря.
| Команда 1                 | Итог | Команда 2                | 1-й матч | 2-й матч    |
| ------------------------- | ---- | ------------------------ | -------- | ----------- |
| ПФК «Севастополь»         | 1:7  | «Шахтёр» (Донецк)        | 0:1      | 1:6         |
| «Динамо» (Киев)           | 3:2  | «Днепр» (Днепропетровск) | 1:1      | 2:1 (д. в.) |
| «Ильичёвец» (Мариуполь)   | 0:2  | «Металлист» (Харьков)    | 0:0      | 0:2         |
| «Сталь» (Днепродзержинск) | 1:5  | «Таврия» (Симферополь)   | 1:4      | 0:1         |

### Первые матчи
| «Динамо» (Киев) | 1:1   | «Днепр» (Днепропетровск) |
| --------------- | ----- | ------------------------ |
| Шацких 61′      | отчёт | 67′ Корниленко           |

| ПФК «Севастополь» | 0:1   | «Шахтёр» (Донецк) |
| ----------------- | ----- | ----------------- |
|                   | отчёт | 53′ Окодува       |

| «Ильичёвец» (Мариуполь) | 0:0   | «Металлист» (Харьков) |
| ----------------------- | ----- | --------------------- |
|                         | отчёт |                       |

| «Сталь» (Днепродзержинск) | 1:4   | «Таврия» (Симферополь)                                 |
| ------------------------- | ----- | ------------------------------------------------------ |
| Ильяшов 67′               | отчёт | 47′ Гоменюк · 58′ Снытко · 62′ Любенович · 78′ Соляник |

### Ответные матчи
| «Таврия» (Симферополь) | 1:0   | «Сталь» (Днепродзержинск) |
| ---------------------- | ----- | ------------------------- |
| Першин 31′             | отчёт |                           |

| «Металлист» (Харьков)          | 2:0   | «Ильичёвец» (Мариуполь) |
| ------------------------------ | ----- | ----------------------- |
| Фомин 45+2′ · Рыкун 55′ (пен.) | отчёт |                         |

| «Шахтёр» (Донецк)                                                      | 6:1   | ПФК «Севастополь» |
| ---------------------------------------------------------------------- | ----- | ----------------- |
| Белик 7′, 59′, 79′ · Окодува 31′ · Каика 35′ (авт.) · Кучер 41′ (пен.) | отчёт | 28′ Шевчук        |

| «Днепр» (Днепропетровск) | 1:2 (доп. вр.) | «Динамо» (Киев)        |
| ------------------------ | -------------- | ---------------------- |
| Мелащенко 75′            | отчёт          | 64′ Шацких · 94′ Юссуф |

## Полуфинал
На этом этапе команды сыграли по два матча. Первые матчи состоялись 18 апреля 2007 года, ответные — 9 мая.
| Команда 1             | Итог | Команда 2              | 1-й матч | 2-й матч |
| --------------------- | ---- | ---------------------- | -------- | -------- |
| «Металлист» (Харьков) | 2:5  | «Динамо» (Киев)        | 0:1      | 2:4      |
| «Шахтёр» (Донецк)     | 2:2  | «Таврия» (Симферополь) | 0:0      | 2:2      |

### Первые матчи
| «Шахтёр» (Донецк) | 0:0   | «Таврия» (Симферополь) |
| ----------------- | ----- | ---------------------- |
|                   | отчёт |                        |

| «Металлист» (Харьков) | 0:1   | «Динамо» (Киев) |
| --------------------- | ----- | --------------- |
|                       | отчёт | 77′ Милевский   |

### Ответные матчи
| «Таврия» (Симферополь)    | 2:2   | «Шахтёр» (Донецк)              |
| ------------------------- | ----- | ------------------------------ |
| Гоменюк 3′ · Зельмикас 6′ | отчёт | 23′ Чигринский · 26′ Матузалем |

| «Динамо» (Киев)                                   | 2:4   | «Металлист» (Харьков) |
| ------------------------------------------------- | ----- | --------------------- |
| Клебер 17′ · Родриго 23′ · Ринкон 83′ · Гусев 86′ | отчёт | 15′ Фомин · 49′ Рыкун |

## Финал
Финал состоялся 27 мая 2007 года в Киеве на национальном спортивном комплексе «Олимпийский».
| 27 мая 2007 года  | \| «Шахтёр» (Донецк) \| 1:2 протокол \| «Динамо» (Киев) \| \| Элано 89′ \| Голы \| 58′ Клебер · 80′ Гусев \| | НСК «Олимпийский», Киев Зрителей: 64 500 Судья: Андрей Шандор (Львов) |
| «Шахтёр» (Донецк) | 1:2 протокол                                                                                                 | «Динамо» (Киев)                                                       |
| Элано 89′         | Голы | 58′ Клебер · 80′ Гусев                                                |

| Обладатель Кубка Украины 2006/07 |
| -------------------------------- |
| «Динамо» (Киев) 9-й титул        |

## Лучшие бомбардиры
|    | Игрок             | Клуб                 | Игры | Голы (пен.) |
| -- | ----------------- | -------------------- | ---- | ----------- |
| 1  | Руслан Левига     | «Ильичёвец»          | 5    | 6           |
| 2  | Александр Капуста | «Олком»              | 2    | 4 (1)       |
| 3  | Эммануэль Окодува | «Шахтёр»             | 4    | 4           |
| 4  | Алексей Мазуренко | «Севастополь»        | 5    | 4           |
| 5  | Александр Рыкун   | «Металлист»          | 6    | 4 (3)       |
| 6  | Александр Морозов | «Динамо-ИгроСервис»  | 2    | 3           |
| 7  | Андрес Мендоса    | «Металлург» (Донецк) | 2    | 3           |
| 8  | Батиста           | «Карпаты»            | 2    | 3           |
| 9  | Павел Онисько     | «Крымтеплица»        | 2    | 3 (1)       |
| 10 | Артём Мостовой    | «Борисфен»           | 3    | 3           |